# 本町通 (岡崎市の町名)
本町通（ほんまちどおり）は、愛知県岡崎市の町名。現行行政地名は本町通1丁目から本町通3丁目。

## 地理
岡崎市の西部に位置し、中心街の一角に相応する。

## 世帯数と人口
2019年（令和元年）5月1日現在の世帯数と人口は以下の通りである。
| 町丁   | 世帯数 | 人口  |
| ------ | ------ | ----- |
| 本町通 | 63世帯 | 132人 |

### 人口の変遷
国勢調査による人口の推移
| 1995年（平成7年）  | 205人 | [ 5 ] |  |
| 2000年（平成12年） | 168人 | [ 6 ] |  |
| 2005年（平成17年） | 147人 | [ 7 ] |  |
| 2010年（平成22年） | 166人 | [ 8 ] |  |
| 2015年（平成27年） | 149人 | [ 9 ] |  |

## 学区
市立小・中学校に通う場合、学区は以下の通りとなる。
| 番・番地等 | 小学校             | 中学校             | 高等学校普通科 |
| ---------- | ------------------ | ------------------ | -------------- |
| 全域       | 岡崎市立連尺小学校 | 岡崎市立城北中学校 | 三河学区       |

## 歴史
額田郡岡崎横町の一部を前身とする。

### 沿革

#### 本町
- 1889年（明治22年）10月1日 - 町村制施行に伴い、岡崎横町・岡崎亀井町・岡崎久右衛門町・岡崎魚町・岡崎康生町・岡崎材木町・岡崎十王町・岡崎松本町・岡崎上肴町・岡崎伝馬町・岡崎田町・岡崎唐沢町・岡崎島町・岡崎投町・岡崎能見町・岡崎八幡町・岡崎板屋町・岡崎福寿町・岡崎門前町・岡崎祐金町・岡崎裏町・岡崎両町・岡崎連尺町・岡崎六地蔵町・岡崎籠田町・菅生村・中村・梅園村・八帖村・六供村が合併し、岡崎町大字横となる[11]。
- 1916年（大正5年）7月1日 - 市制施行に伴い、岡崎市大字横となる[12]。
- 1917年（大正6年）7月1日 - 本町に改称[12]。
- 1945年（昭和20年）7月20日 - 岡崎空襲を受け全町が焼失。
- 1957年（昭和32年）11月15日 - 全域が本町通2～3丁目・八幡町1丁目・能見通1丁目となり廃止[12]。

#### 本町通
- 1957年（昭和32年）11月15日 - 本町・連尺町・康生町・八幡町・材木町・能見町の各一部より、本町通1～3丁目が成立[12]。

## 交通
- 愛知県道39号岡崎足助線・愛知県道56号名古屋岡崎線（重複区間）
  - 本町通り
- 師範通り
- 連尺通り
- 岡崎市道伝馬町線
  - 西康生通り
  - 東康生通り

## 施設
- 岡崎シビコ
- 晴明神社[13]
- 岡崎警察署 康生交番
- 三菱UFJ銀行 岡崎支店
- 岡崎信用金庫 本町支店
- ファミリーマート 岡崎本町通店

## ギャラリー
- 晴明神社
- 家康行列に参加する連尺小学校の鼓笛隊
- 昭和初期の本町通り
- 昭和初期の本町通り
- 1925年頃に建てられた岡崎銀行連尺支店と岡崎貯蓄銀行の建物。現在はこの地に三菱UFJ銀行岡崎支店が建っている。
- 藤見屋菓子舗（現・五万石藤見屋）。1953年の広告。

## その他

### 日本郵便
- 郵便番号 : 444-0051[3]（集配局：岡崎郵便局[14]）。

## 参考資料
- 「角川日本地名大辞典」編纂委員会 編『角川日本地名大辞典 23 愛知県』角川書店、1989年3月8日。ISBN 4-04-001230-5。
- 有限会社平凡社地方資料センター 編『日本歴史地名大系第23巻 愛知県の地名』平凡社、1981年。ISBN 4-582-49023-9。
- 新編岡崎市史編さん委員会 編『新編岡崎市史 総集編 20』1993年。